# Otto Hofer
Otto Hofer (28 giugno 1944) è un cavaliere svizzero.

## Palmarès

### Olimpiadi
- 3 medaglie:
  - 2 argenti (Los Angeles 1984 nel dressage a squadre; Seul 1988 nel dressage a squadre)
  - 1 bronzo (Los Angeles 1984 nel dressage individuale)

### Europei
- 4 medaglie:
  - 2 argenti (Copenaghen 1985 nel dressage individuale; Goodwood 1987 nel dressage a squadre)
  - 2 bronzi (Aachen 1983 nel dressage a squadre; Mondorf 1989 nel dressage a squadre)